# 穆尔吉
穆尔吉是爱沙尼亚維爾揚迪縣的一个乡村型市镇。行政中心为阿比亞-帕盧奧亞。市镇面积为881平方公里，2021年时人口数量为7,406人。

## 行政管理
2017年爱沙尼亚行政改革后，原默伊薩屈拉市、阿比亞市镇、哈利斯泰市镇和卡爾克西市镇合并成新的穆尔吉市镇。
新的市镇包括阿比亞-帕盧奧亞、卡尔克西努亚和默伊薩屈拉三个非独立市、两个小镇和58个村庄。